# Guiomar Novaes
Guiomar Novaes (ur. 28 lutego 1896 w São João da Boa Vista, zm. 7 marca 1979 w São Paulo) – brazylijska pianistka.

## Życiorys
Urodziła się jako 17 z 19 dzieci w wielodzietnej rodzinie. Gry na fortepianie uczyła się u Luigiego Chiafarelliego. W 1909 roku otrzymała rządowe stypendium, które umożliwiło jej wyjazd do Francji. Studiowała w Konserwatorium Paryskim w klasie Isidora Philippa (dyplom 1911). W 1911 roku debiutowała w Paryżu, w 1912 roku w Londynie, a w 1915 roku w Nowym Jorku. W 1922 roku poślubiła kompozytora Octavia Pinto (1890–1950). W 1967 roku dała recital w londyńskiej Queen Elizabeth Hall.
Ceniona jako interpretatorka utworów Roberta Schumanna i Fryderyka Chopina. Dokonała licznych nagrań płytowych. Została odznaczona brazylijskim Orderem Zasługi (1956). 